# Gints Freimanis
Gints Freimanis (9. května 1985, Saldus – 6. června 2023) byl lotyšský fotbalista, záložník.

## Fotbalová kariéra
Hrál za FK Ventspils „B“, SK Blāzma, FK Jelgava, FK Jūrmala, FK Rīga, St Patrick's Athletic FC, FK Jelgava „B“, FC Pommern Greifswald, Spartaks Jūrmala a Saldus SS/Leevon. S FK Jelgava vyhrál třikrát Lotyšský fotbalový pohár. Za reprezentaci Lotyšska nastoupil v letech 2014–2018 ve 13 utkáních a dal 1 gól.
Zemřel na onemocnění melanomem.

## Ligová bilance
| Ročník                | Zápasy | Góly | Klub                     |
| --------------------- | ------ | ---- | ------------------------ |
| 2. lotyšská liga 2005 | 20     | 9    | FK Ventspils „B“         |
| 1. lotyšská liga 2006 | 13     | 0    | SK Blāzma                |
| 2. lotyšská liga 2007 | 18     | 2    | FK Jelgava               |
| 1. lotyšská liga 2007 | 13     | 1    | FK Jūrmala               |
| 1. lotyšská liga 2008 | 13     | 1    | FK Rīga                  |
| 1. irská liga 2009    | 2      | 0    | St Patrick's Athletic FC |
| 2. lotyšská liga 2010 | -      | -    | FK Jelgava „B“           |
| 1. lotyšská liga 2013 | 14     | 0    | FK Jelgava               |
| 1. lotyšská liga 2014 | 34     | 2    | FK Jelgava               |
| 1. lotyšská liga 2015 | 19     | 0    | FK Jelgava               |
| 1. lotyšská liga 2016 | 25     | 0    | FK Jelgava               |
| 1. lotyšská liga 2017 | 18     | 0    | FK Jelgava               |
| 1. lotyšská liga 2018 | 23     | 0    | Spartaks Jūrmala         |
| 1. lotyšská liga 2019 | 28     | 2    | Spartaks Jūrmala         |
| 2. lotyšská liga 2020 | 11     | 1    | Saldus SS/Leevon         |
| 2. lotyšská liga 2021 | 11     | 0    | Saldus SS/Leevon         |
| 2. lotyšská liga 2022 | 12     | 0    | Saldus SS/Leevon         |
| CELKEM 1. liga        | –      | –    |                          |